# WRC 9
WRC 9, также известная как WRC 9 FIA World Rally Championship, — гоночная компьютерная игра, основанная на чемпионате мира по ралли 2020 года. Игра была разработана французской студией Kylotonn и издана Nacon 3 сентября 2020 года. Доступна на платформах Microsoft Windows, Nintendo Switch, PlayStation 4, PlayStation 5, Xbox One, Xbox Series X/S.

## Разработка и выпуск
WRC 9 была анонсирована в марте 2019 года в качестве официальной игры чемпионата мира по ралли 2020 года. В игре представлено 14 локаций, на которых планировалось проводить сезон 2020 года (до того, как многие гонки были перенесены или отменены из-за пандемии COVID-19), включая Ралли Сафари, Ралли Новой Зеландии и Ралли Японии; а также около пятидесяти экипажей на выбор из WRC, WRC-2, WRC-3 и J-WRC. Кроме того, доступно 15 классических автомобилей из предыдущих сезонов WRC.
3 сентября 2020 года игра была выпущена на Microsoft Windows, PlayStation 4 и Xbox One, а позже перенесена на Nintendo Switch. Также было объявлено о выпуске игры на игровых консолях девятого поколения — PlayStation 5 и Xbox Series X/S.

## Критика
Игра получила положительные оценки критиков; средний балл игры на Metacritic составляет80/100 для Windows, 81/100 для PlayStation 4 и 83/100 для Xbox ONe. Порт на Nintendo Switch получил смешанные отзывы со средним баллом 64 из 100.